# Federconsorzi

La Federconsorzi, en forme longue Federazione italiana dei consorzi agrari, est une institution d'origine privée devenue un organe de la politique agricole de l'Italie avant d'être emportée, en 1991, par un scandale et des crises irréversibles.